# Концертный эстрадный ансамбль Всесоюзного радио и Центрального телевидения
Концертный эстрадный ансамбль Всесоюзного радио и Центрального телевидения — советский эстрадный, джазовый коллектив, один из лучших московских биг-бэндов второй половины XX века.

## История
Ансамбль был организован в 1966 году Вадимом Людвиковским по предложению Гостелерадио СССР. В состав коллектива вошли способные молодые музыканты Георгий Гаранян (саксофон-альт), Алексей Зубов (саксофон-тенор), Александр Гореткин (ударные), Владимир Чижик (труба), Константин Бахолдин (тромбон), Борис Фрумкин (фортепиано), Константин Носов (труба), Геннадий Гольштейн (альт-саксофон), Адольф Сатановский (контрабас) и другие.
За годы своей творческой деятельности ансамбль с успехом выступал во многих городах Советского Союза и за рубежом, принимал участие в фестивалях джазовой музыки в Москве («Джаз-66» и «Джаз-67»), в Дне советского джаза на международном фестивале «Прага-67», вошёл в число самых ярких номеров на Варшавском «Джаз Джембори-68», давал концерты в зале имени Чайковского совместно с Большим симфоническим оркестром под управлением Геннадия Рождественского и всюду появления этих музыкантов проходили с большим успехом. Широкую популярность принесли коллективу его выступления по радио и телевидению, в эстрадных программах «Мелодии друзей»; ансамбль записал на пластинки произведения многих мастеров советского джаза, принимал участие в записи произведений эстрадных исполнителей, озвучивании кинофильмов, радио- и телепередач. Широту исполнительского таланта показывает то, что музыку коллектива можно услышать в комедии «Джентльмены удачи» и саундтреках первых выпусков мультфильма «Ну, погоди!», передач из цикла «Кабачок „13 стульев“», а также пластинке Давида Тухманова «Как прекрасен мир». Все годы своего существования ансамбль был творческой лабораторией, как для молодых, так и для опытных музыкантов.
В 1973 году Вадим Людвиковский был уволен из Гостелерадио, а некоторое время спустя был распущен и его ансамбль.
 …вышел указ об ответственности за нарушение общественного порядка. Вадим Людвиковский был в ресторане «Новый Арбат», вышел оттуда в состоянии хорошего подпития. В общем, милиция, протокол. И все это пришло к Лапину. Он тут же принимает решение: разогнать оркестр! Сначала убрали Людвиковского, потом и весь оркестр расформировали… Чермен Касаев
 Заступаться за оркестр к руководителю Гостелерадио Сергею Лапину приходили влиятельные люди. На аргумент автора «Катюши» Матвея Блантера: «Это замечательный оркестр, их даже Би-Би-Си передаёт» Лапин ответил: «Вот поэтому они нам и не нужны.» Георгий Гаранян
Часть прежнего состава коллектива выступала в новом ансамбле «Мелодия», созданном Г. Гараняном и В. Чижиком, некоторые музыканты перешли в оркестр Всесоюзного радио под управлением Юрия Силантьева. 
Вадим Людвиковский после ликвидации оркестра до своей смерти в 1995 году занимался только сочинительством.

## Дискография
- 1966 Твой подарок, фокстрот/Вальс/Маршрутное такси/Игрушки моей дочери (Д 00018533-4)
- 1967 Солнечная дорога/Каникулы/Баллада/Маршрутное такси/Солнечные вершины/Озорная девчонка/Разговор с сурдиной/Музыкальный момент/Фуга/Игрушки моей дочери (Д 19367-8)
- 1967 Весенний репортаж/Акварель/Икарийские игры/Жаркое лето/На яхте/Знойный полдень/Олимпийская звезда/Далёкая звезда (Д 20735-6, С 1559-60)
- 1968 Всегда вдвоём/Вальс для Наташи/Талисман/Ритм большого города/Акварель/Вечер в Париже/Погоня/Я спешу/Радостный вальс/Комета/Уходит лето/Светает/На яхте/Осеняя любовь (Д 022261-2)
- 1969 Всегда вдвоём/Вальс для Наташи/Талисман/Ритм большого города/Акварель/Погоня/Радостный вальс/Комета/Уходит лето/Светает/На яхте/Осеняя любовь (С 01725-6)